# (47932) 2000 GN171
2000 جي أن 171 (ويعرف أيضًا باسم (47932) 2000 جي أن 171 وفق تسمية الكوكب الصغير) (بالإنجليزية: 2000 GN171)‏ هو كويكب ضمن حزام الكويكبات؛ وترتيبه 47932 من حيث الاكتشاف.
اكتُشف هذا الجُرم الفلكي بواسطة Arianna E. Gleason ‏ في 1 أبريل 2000.

## وصلات خارجية
- (47932) 2000 GN171 في قاعدة بيانات مختبر الدفع النفاث لأجرام النظام الشمسي الصغيرة

- الاكتشاف · مخطط المدار ·  العناصر المدارية · المعلمات المادية

- (47932) 2000 GN171 على موقع ويكي سكاي: DSS2, SDSS, GALEX, IRAS, Hydrogen α, X-Ray, Astrophoto, Sky Map, Articles and images